# پول باشه یار هم میاد
پول باشه یار هم میاد (به هندی: Money Hai Toh Honey Hai) فیلمی محصول سال ۲۰۰۸ و به کارگردانی گانش آچاریا است. در این فیلم بازیگرانی همچون گوویندا، آفتاب شیودسانی، آپن پاتل، هانیسکا موتوانی، سلینا جایتلی، مانوج باجپایی، راوی کیشان، آنتارا بیسواس ایفای نقش کرده‌اند.